# تخطيط التسعير
تخطيط التسعير هو التخطيط في الشركة وفي قراراتها حول التسعير، وما تخص الفترات قصيرة الأجل وقصيرة الأجل. والقرارات هنا تصنف حسب قدرة الشركة على التعامل عادة مع تأثيرات السوق على تسعير منتجاتها.
فإن الشركات في الصناعة تحتاج لتخطيط التسعير، بحيث توجد المنافسة عليهم ويتمتعون بقوة في السوق أو أنهم يتمتعون بتفرد منتجاتهم فإنهم يستطيعون وضع السعر. أما إذا كانت الشركة واحدة من شركات كثيرة في صناعة ما low market share بحيث أنها غير متفردة في منتجها فإنها لا تستطيع التأثير على سعر سلعة، بل إن السعر هو نتيجة للقوى المؤثرة في السوق (التوافر والطلب)، وتسمى هذه الشركات الأخيرة بـ Price Takers.

## سياسة التسعير على المدى القصير
الشركات هذه تأخذ السعر بدون مناقشة وبناء على ذلك تقرر كم يجب أن تنتج وتبيع. ولا يستطيع هذا النوع من الشركات رفع أسعارها وإلا خاطرت بفقدان زبائنها مالم تنجح في تمييز منتجها عن المنافسين أو تقديم خدمات داعمة مميزة. وبالمقابل فإن الشركة هنا لا تستطسع تخفيض أسعارها وإلاخاطرت بنشوء حرب أسعار بين المنافسين في هذه الصناعة.
الشركات هذه يجب أن تنتج وتبيع قدر ماتستطيع من السلع التي تكلفتها أقل من سعرها، وعلى الرغم من أن هذه قاعدة بسيطة ومعروفة إلا أنه يرتبط بها مفهومان :الأول، يجب على المدراء تحديد التكاليف الملائمة للمنتجات في المدى القصير. الثاني، القدرة المحدودة للمدراء في تغيير مصادر الشركة firm's resources على المدى القصير.
وبالتالي فإن الشركات هنا تستطيع إتخاذ قرار واحد فقط : كم تستطيع إنتاجه من المنتج المحتمل
How much of each possible product it should produce 
وا الـ contribution margin per unit (سعر البيع للوحدة الواحدة – التكلفة المتغيرة للوحدة الواحدة) هي المعيار لتقرير أي المنتجات أكثر ربحا للشركة بالنسبة للسعر المحدد.
وهنا ربما يجب أن نتكلم عن ما يسمى ب Impact of Opportunity cost، فلو طلب أحد زبائن هذه الشركات كمية أكبر مما تتحمل إنتاجه من منتج معين، فإن الشركة قد تحتاج إلى التخلي عن إنتاج منتج معين في سبيل تحقيق هذه الطلبية مما يسبب تكلفتان هما : ال Opportunity cost والتي تعادل مقدار الربح الضائع من عدم إنتاج هذا المنتج الذي تم التخلي عنه بالإضافة إلى التكلفة المتغيرة الناتجة عن زيادة إنتاج المنتج المطلوب. وبالتالي فإن السعر هنا يجب أن يغطي هذه التكاليف.
عادة هنا تدخل الشركات في مناقصات، ولتحديد سعرها فإن الوضع الطبيعي هو تحديد تكاليف الطلبية مضافا إليها نسبة وهو ما يسمى بـ Cost-plus pricing Approach. وتواجه الشركات هذه عند التفكير في قبول طلبية حالتين:
الأولى، وجود المصادر 
وهنا تحدث الشركة نتيجة لتوفير الطلبية تكاليف هي
Direct Labor + Direct Materials + Batch related support activities = Total Incremental Cost
والسعر المحدد يجب أن يكون أعلى من هذه التكاليف (كما ذكرنا بإضافة نسبة)
الثانية، عدم وجود المصادر
No Available surplus Capacity
لن يختلف الوضع هنا عن الحالة السابقة سوى زيادة ال Incremental Total Cost  نتيجة زيادة المصادر لتحقيق الطلبية.

## سياسة التسعير على المدى الطويل
التكاليف هنا تختلف من حيث أنها تضم جميع التكاليف غير المباشرة وليس فقط الـ Batch related. وبالتالي فإن التكاليف هي :
Direct Material +Direct labor + support Activities
يقوم المحاسبون بتحديد هذه التكاليف الكلية full cost ونقلها إلى قسم التسويق في الشركة ليقوم بتحديد ال markups لنصل إلى ما يسمى بـ benchmark (السعر المستهدف)
ويبقى هنا تأثير تغيرات الأسعار في المدى القصير، إذ أنه على المدى القصير قد يختلف الطلب على سلعة ما أو خدمة ما. وهذا التسعير في المدى القصير (الذي يعتمد على ال incremental cost) يميل ليعطي متوسطا قريبا من التسعير على المدى الطويل (الذي يعتمد على الـ Full Cost)
لذلك فإن معظم الشركات تميل إلى تحديد السعر هنا بناء على الـ Full Cost معطية مدراء البيع صلاحيات محدودة لتغيير على المدى القصير بما يلاءم التغيرات في الطلب. وبالتالي يمكن القول بإن ثبات الطلب سيحقق أرباحا للشركة بزيادة السعر. في حين أن تغير الطلب (عدم ثباته) سيحقق خسائر أو هبوطا في الأرباح بزيادة السعر. ويبقى هنا حالتين لمنقاشتهما هما : Penetration Pricing Strategy وهي سياسة تلجئ فيها الشركة لتخفيض ال markup وذلك للدخول إلى سوق جدبدة، وال skimming price strategy وهي وضع سعر أعلى لزبائن معيينين يرغبون بدفع قيمة أعلى مقابل الحصول على امتياز الحصول على المنتج أولا.
يستخدم ال full cost كأساس في التسعير بما ذلك استخدام جميع المصادر المتاحة أو المحتملة (فلم تعد محدودية المصادر مشكلة على المدى الطويل)، وتُقارن تكاليف المنتج مع أسعار السوق ليتم تحديد أي المنتجات هي أقل ربحا في المدى الطويل، قد يعتقد أن التكاليف الكلية إذا تجاوزت سعر البيع فإنه يجب إلغائها ولكن قد يرى البعض أن تأمينها هو خدمة للزبون ليشتري جميع احتياجاته من مكان واحد، وقد يرى البعض أن إعادة تصميم إلإنتاج أو إعادة هندسة لهذه المنتجات قد يخفض من تكاليفها.

## وصلات خارجية
- موقع دليل المحاسبين